# Pro Ecclesia et Pontifice
Krzyż „Pro Ecclesia et Pontifice” (pol. Krzyż „Dla Kościoła i Papieża”) –  jedno z wysokich odznaczeń Stolicy Apostolskiej w kształcie krzyża. Może go otrzymać osoba świecka. Został ustanowiony przez papieża Leona XIII 17 lipca 1888 dla upamiętnienia 50-lecia jego kapłaństwa.
Przyznawany przez papieża w dowód uznania dla zaangażowania w pracę na rzecz Kościoła, na wniosek biskupa diecezjalnego. Krzyż jest szósty rangą co do starszeństwa odznaczeń watykańskich i w precedencji bezpośrednio poprzedza medal Benemerenti.

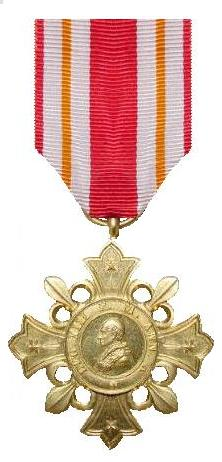
(wz. 1888–1893)
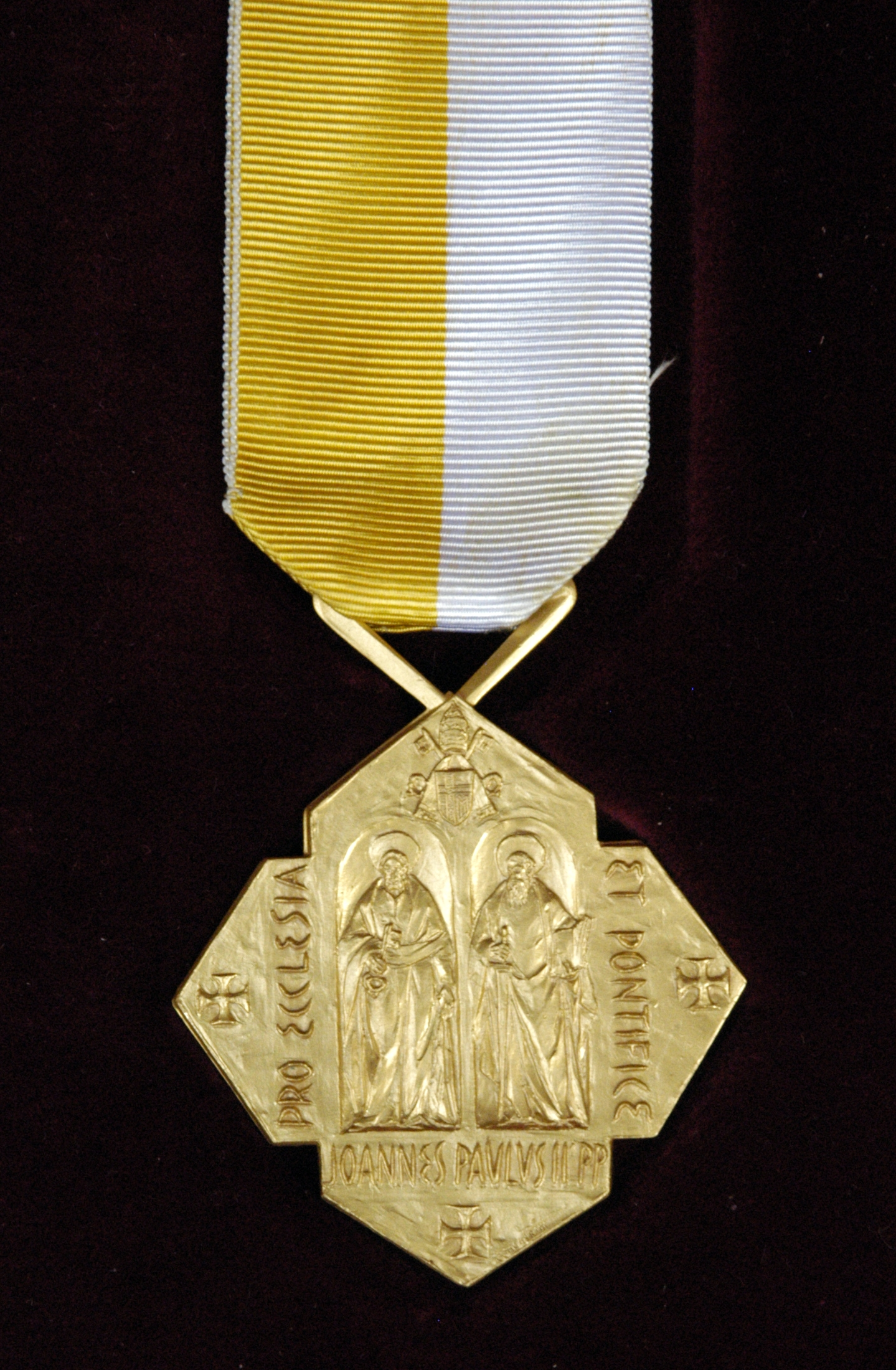
(wz. 1978–2005)